# نمایشی‌واران
نمایشی‌واران (نام علمی: Chironomoidea) نام یک بالاخانواده از فروراسته پشه‌ریختان است.